# Pièces de monnaie en livre sterling
Les pièces de monnaie du Royaume-Uni désignent les pièces de monnaie qui ont cours légal au Royaume-Uni depuis la décimalisation de 1971.
À partir de 1990, les anciennes pièces de 5, 10, 50 pence et 1 £ ont été progressivement démonétisées et remplacées par de nouveaux formats.
En avril 2008, la monnaie britannique a connu sa plus importante modification de dessin depuis la décimalisation. Les revers traditionnels de toutes les pièces ont fait place à des gravures plus modernes. 

## L'unité monétaire britannique
La livre sterling (symbolisée par le signe £, et le code ISO 4217 GBP) est la devise et l'unité monétaire du Royaume-Uni depuis 1707 et de l'Angleterre depuis le XIe siècle. Le 15 février 1971, jour du Decimalisation Day ou D-Day, le Royaume-Uni et la république d'Irlande abandonnent l'ancien système monétaire (1 livre = 20 shillings = 240 pence) pour passer à un système décimal (1 livre = 100 pence).
La livre sterling est depuis lors subdivisée en 100 pence (penny au singulier, pence au pluriel, abrégé p).

## Séries décimales

### Première série (1968-1981)
Avec l'annonce de la décimalisation, qui s'est étendue sur plusieurs années, les premières pièces apparurent de fait bien avant le D-Day, fixé au 15 février 1971, et ce, dès 1968. Une nouvelle série de pièces est mise en circulation avec le buste de la reine Élisabeth II gravé par Arnold Machin. Toutes les pièces de la série portent la mention New Penny ou Pence.
| Valeur        | Paramètres techniques | Paramètres techniques | Paramètres techniques | Description                                                                                           | Description | Description                         | Millésimes |
| Valeur        | Diamètre              | Masse                 | Composition           | Avers                                                                                                 | Revers | Artiste                             | Millésimes |
| ------------- | --------------------- | --------------------- | --------------------- | --- | --- | ----------------------------------- | ---------- |
| 1/2 new penny | 17,1 mm               | 1,78 g                | bronze                | le buste à droite de la reine Élisabeth II, avec la mention ELIZABETH II D.G.REG.F.D. et le millésime | la valeur faciale 1/2 NEW PENNY, une couronne.                                                                                 | Arnold Machin, Christopher Ironside | 1971-1981  |
| 1 new penny   | 20,3 mm               | 3,56 g                | bronze                | le buste à droite de la reine Élisabeth II, avec la mention ELIZABETH II D.G.REG.F.D. et le millésime | la valeur faciale 1 NEW PENNY, le blason du roi Henri VII, une herse couronnée avec deux chaînes.                              | Arnold Machin, Christopher Ironside | 1971-1976  |
| 2 new pence   | 25,9 mm               | 7,12 g                | bronze                | le buste à droite de la reine Élisabeth II, avec la mention ELIZABETH II D.G.REG.F.D. et le millésime | la valeur faciale 2 NEW PENCE, le blason du Prince de Galles, trois plumes dans une couronne                                   | Arnold Machin, Christopher Ironside | 1971-1977  |
| 5 new pence   | 23,6 mm               | 5,65 g                | 75 % Cu 25 % Ni       | le buste à droite de la reine Élisabeth II, avec la mention ELIZABETH II D.G.REG.F.D. et le millésime | la valeur faciale 5 NEW PENCE, le blason de l'Écosse, un chardon couronné                                                      | Arnold Machin, Christopher Ironside | 1968-1975  |
| 10 new pence  | 28,5 mm               | 11,30 g               | 75 % Cu 25 % Ni       | le buste à droite de la reine Élisabeth II, avec la mention ELIZABETH II D.G.REG.F.D. et le millésime | la valeur faciale 10 NEW PENCE, le blason de l'Angleterre, un lion couronné                                                    | Arnold Machin, Christopher Ironside | 1968-1980  |
| 50 new pence  | 30 mm                 | 13,50 g               | 75 % Cu 25 % Ni       | le buste à droite de la reine Élisabeth II, avec la mention ELIZABETH II D.G.REG.F.D. et le millésime | la valeur faciale 50 NEW PENCE, une représentation de Britannia assise à côté d'un lion et armée d'un bouclier et d'un trident | Arnold Machin, Christopher Ironside | 1969-1981  |

### Deuxième série  (1982-1983)
Au début des années 1980, la série de pièces est revue et la mention New est supprimée. Le portrait d'Élisabeth II est toujours celui dessiné par Arnold Machin. Deux nouvelles pièces complètent la série :
- dès 1982, la pièce de 20 PENCE, qui comble le trou entre les pièces de 10 p et de 50 p ;
- dès 1983, la pièce de ONE POUND (1 Livre), à la suite de l'inflation. Le billet de ONE POUND est retiré le 11 mars 1988.

La pièce de 1/2 penny, encore présente dans la série, est démonétisée en décembre 1984.

Revers de la pièce de 20 pence émise en 1983.
Avers de la pièce de 20 pence émise en 1983.

| Valeur    | Paramètres techniques | Paramètres techniques | Paramètres techniques      | Description                                                                                           | Description | Description                         | Millésimes |
| Valeur    | Diamètre              | Masse                 | Composition                | Avers                                                                                                 | Revers | Artiste                             | Millésimes |
| --------- | --------------------- | --------------------- | -------------------------- | --- | --- | ----------------------------------- | ---------- |
| 1/2 penny | 17,1 mm               | 1,78 g                | bronze                     | le buste à droite de la reine Élisabeth II, avec la mention ELIZABETH II D.G.REG.F.D. et le millésime | la valeur faciale 1/2 sous une couronne en dessous de la mention HALF PENNY.                                                                     | Arnold Machin, Christopher Ironside | 1982-1984  |
| 1 penny   | 20,3 mm               | 3,56 g                | bronze                     | le buste à droite de la reine Élisabeth II, avec la mention ELIZABETH II D.G.REG.F.D. et le millésime | la valeur faciale 1, le blason du roi Henri VII, une herse couronnée avec deux chaînes, sous la mention ONE PENNY.                               | Arnold Machin, Christopher Ironside | 1982-1984  |
| 2 pence   | 25,9 mm               | 7,12 g                | bronze                     | le buste à droite de la reine Élisabeth II, avec la mention ELIZABETH II D.G.REG.F.D. et le millésime | la valeur faciale 2, le blason du Prince de Galles, trois plumes dans une couronne sous la mention TWO PENCE                                     | Arnold Machin, Christopher Ironside | 1982-1984  |
| 5 pence   | 23,6 mm               | 5,65 g                | 75 % Cu 25 % Ni            | le buste à droite de la reine Élisabeth II, avec la mention ELIZABETH II D.G.REG.F.D. et le millésime | la valeur faciale 5, le blason de l'Écosse, un chardon couronné sous la mention FIVE PENCE                                                       | Arnold Machin, Christopher Ironside | 1982-1984  |
| 10 pence  | 28,5 mm               | 11,30 g               | 75 % Cu 25 % Ni            | le buste à droite de la reine Élisabeth II, avec la mention ELIZABETH II D.G.REG.F.D. et le millésime | la valeur faciale 10, le blason de l'Angleterre, un lion couronné sous la mention TEN PENCE                                                      | Arnold Machin, Christopher Ironside | 1982-1984  |
| 20 pence  | 21,4 mm               | 5,00 g                | 84 % Cu 16 % Ni            | le buste à droite de la reine Élisabeth II, avec la mention ELIZABETH II D.G.REG.F.D.                 | la valeur faciale 20, la rose des Tudor couronnée sous la mention TWENTY PENCE et le millésime                                                   | Arnold Machin, William Gardener     | 1982-1984  |
| 50 pence  | 30 mm                 | 13,50 g               | 75 % Cu 25 % Ni            | le buste à droite de la reine Élisabeth II, avec la mention ELIZABETH II D.G.REG.F.D. et le millésime | la valeur faciale 50, une représentation de Britannia assise à côté d'un lion et armée d'un bouclier et d'un trident sous la mention FIFTY PENCE | Arnold Machin, Christopher Ironside | 1982-1984  |
| 1 pound   | 22,50 mm              | 9,50 g                | 70 % Cu 5,5 % Ni 24,5 % Zn | le buste à droite de la reine Élisabeth II, avec la mention ELIZABETH II D.G.REG.F.D. et le millésime | la valeur faciale ONE POUND, sous les grandes armoiries du Royaume-Uni                                                                           | Arnold Machin, Eric Sewell          | 1983       |
| 1 pound   | 22,50 mm              | 9,50 g                | 70 % Cu 5,5 % Ni 24,5 % Zn | le buste à droite de la reine Élisabeth II, avec la mention ELIZABETH II D.G.REG.F.D. et le millésime | la valeur faciale ONE POUND, sous les armoiries du Royaume-Uni                                                                                   | Arnold Machin, Derek Gorringe       | 1984       |

### Troisième série (1984)
À partir de 1984, une nouvelle série de pièces (1 p, 2 p, 5 p, 10 p, 20 p, 50 p, 1 £) est mise en circulation. Le portrait d'Élisabeth II a été redessiné par Raphael Maklouf.
Les caractéristiques (diamètre, poids, alliage) sont identiques à la deuxième série.
La première pièce de 2 ₤ commémorative et circulante est frappée en laiton de nickel à partir de 1986.

### Quatrième série de pièces décimales (1990-1997)
À la suite de la poursuite de l'inflation dans les années 1980, les caractéristiques de certaines pièces sont revues (réduction de poids, alliages moins nobles). Les pièces de 5 pence (1990), 10 pence (1992) et 50 pence (1997) sont frappées en une plus petite taille, les anciennes sont démonétisées.
À partir de 1998, la pièce de 2 ₤ cesse d'être frappée en laiton de nickel, et devient bimétallique.

### Cinquième série (1998)
En 1998, une nouvelle série de pièces (1 p, 2 p, 5 p, 10 p, 20 p, 50 p, 1 £ et 2 £) est mise en circulation. Le portrait d'Élisabeth II a été redessiné par Ian Rank-Broadley. C'est le quatrième portrait officiel de la reine sur les pièces de monnaie.
Les caractéristiques (diamètre, poids, alliage) sont identiques à la quatrième série.

Avers de la pièce de 1 Penny
Revers de la pièce de 1 Penny
Avers de la pièce de 1 Pound
Revers de la pièce de 1 Pound

### Modernisation des pièces de monnaie en 2008
Dans le but de revoir fondamentalement le design des pièces de monnaie britanniques, un concours a été organisé par le Royal Mint dès 2005. Le projet retenu est celui créé par Matthew Dent, qui a développé un thème héraldique à partir du blason royal britannique. Toutes les pièces déclinent ce nouveau concept, et gardent leurs caractéristiques (forme, dimensions, poids, épaisseur, alliage) par rapport aux séries précédentes, sauf la pièce de 2 ₤ (type 1998).

### Nouvelle pièce d'une livre (2016)
Parce que la pièce d'une livre sterling est vulnérable à contrefaçon — une pièce sur trente en circulation serait fausse, — le 28 mars 2017 une pièce d'1 £ totalement nouvelle est mise en circulation au millésime de 2016, bimétallique (comme l'avait été celle de 2 £ vingt ans plus tôt), dodécagonale, pesant 8,75 g et frappée à près de 649 millions d'exemplaires. À l'avers, elle comporte un nouveau portrait de la reine conçu par Jody Clark, tandis que le revers, conçu par David Pearce, figure les quatre symboles des nations britanniques. Toutes les autres pièces continuent à circuler. L'ancienne pièce d'1 £ est démonétisée et ne peut plus être utilisée, mais elle est échangée en se présentant aux guichets de la Banque d'Angleterre.

### Nouvelles pièces en 2023
À la mort d'Élisabeth II le 8 septembre 2022, Charles III devient le roi du Royaume-Uni.
En octobre 2023, la Royal Mint annonce les nouveaux designs des pièces de circulation, dont l'émission était prévue à la fin de l'année,. Ces nouvelles pièces présentent un portrait du nouveau roi regardant vers le gauche sur l'avers, avec un différent sous la forme d'une petite couronne Tudor derrière le cou du roi. Le revers est pour sa part divisé verticalement. Le tiers de gauche a un fond constitué d'entrelacements de trois « C », évocation de Charles III rappelant l'entrelacement de « C » sur les pièces de Charles II, et un grand nombre indiquant la valeur de la pièce, réponse aux critiques de l'absence de valeur numérique sur les pièces de 2008. Les deux tiers droits de chaque pièce montrent un animal ou une plante représentatif des quatre nations du Royaume-Uni :
- la pièce de 1 penny montre un muscardin ;
- la pièce de 2 pence montre un écureuil roux ;
- la pièce de 5 pence montre trois feuilles et autant de glands de chêne pédonculé ;
- la pièce de 10 pence montre un grand tétras ;
- la pièce de 20 pence montre un macareux moine ;
- la pièce de 50 pence montre un saumon atlantique ;
- la pièce de 1 livre montre deux abeilles ;
- la pièce de 2 livres montre les quatre fleurs héraldiques du Royaume-Uni : la rose Tudor pour l'Angleterre, le chardon pour l'Écosse, la jonquille pour le pays de Galles et le trèfle irlandais pour l'Irlande du Nord. Par ailleurs, la pièce porte sur la tranche l'inscription « IN SERVITIO OMNIUM », ce qui signifie « au service de tous » en latin et a été prise du discours inaugural de Charles III le 9 septembre 2022.

## Usage et valeur libératoire
Les pièces ayant actuellement cours légal au Royaume-Uni sont les suivantes :
- £5 (ou Crown[12]) - utilisable en paiement pour tout montant ;
- £2 - TWO POUNDS - pour tout montant ;
- £1 - ONE POUND - pour tout montant ;
- 50p - FIFTY PENCE - pour tout montant n'excédant pas £10 ;
- 20p - TWENTY PENCE - pour tout montant n'excédant pas £10 ;
- 10p - TEN PENCE - pour tout montant n'excédant pas £5 ;
- 5p - FIVE PENCE - pour tout montant n'excédant pas £5 ;
- 2p - TWO PENCE - pour tout montant n'excédant pas 20p ;
- 1p - ONE PENNY - pour tout montant n'excédant pas 20p.